# Notacanthiformes
Řád Notacanthiformes, který dosud (v r. 2022) nemá oficiální české jméno, je malou skupinou dlouze protažených elopomorfních paprskoploutvých ryb příbuznou holobřichým. Doslovným překladem odborného jména by bylo „ostnohřbetcotvární“; vzhledem k tomu, že řád obsahuje jen dvě čeledi s vzájemně se podobajícími zástupci, mohl by být po vzoru některých jiných nověji zavedených řádů (např. galaxie, jehly, makrely) česky nazýván po nominálních zástupcích prostě „ostnohřbetci“. Neoficiálně je takto v některých dokumentech uváděn (např. v seznamu fauny a flóry chilského ostrova Guamblin na stránkách věnovaných národním parkům světa).

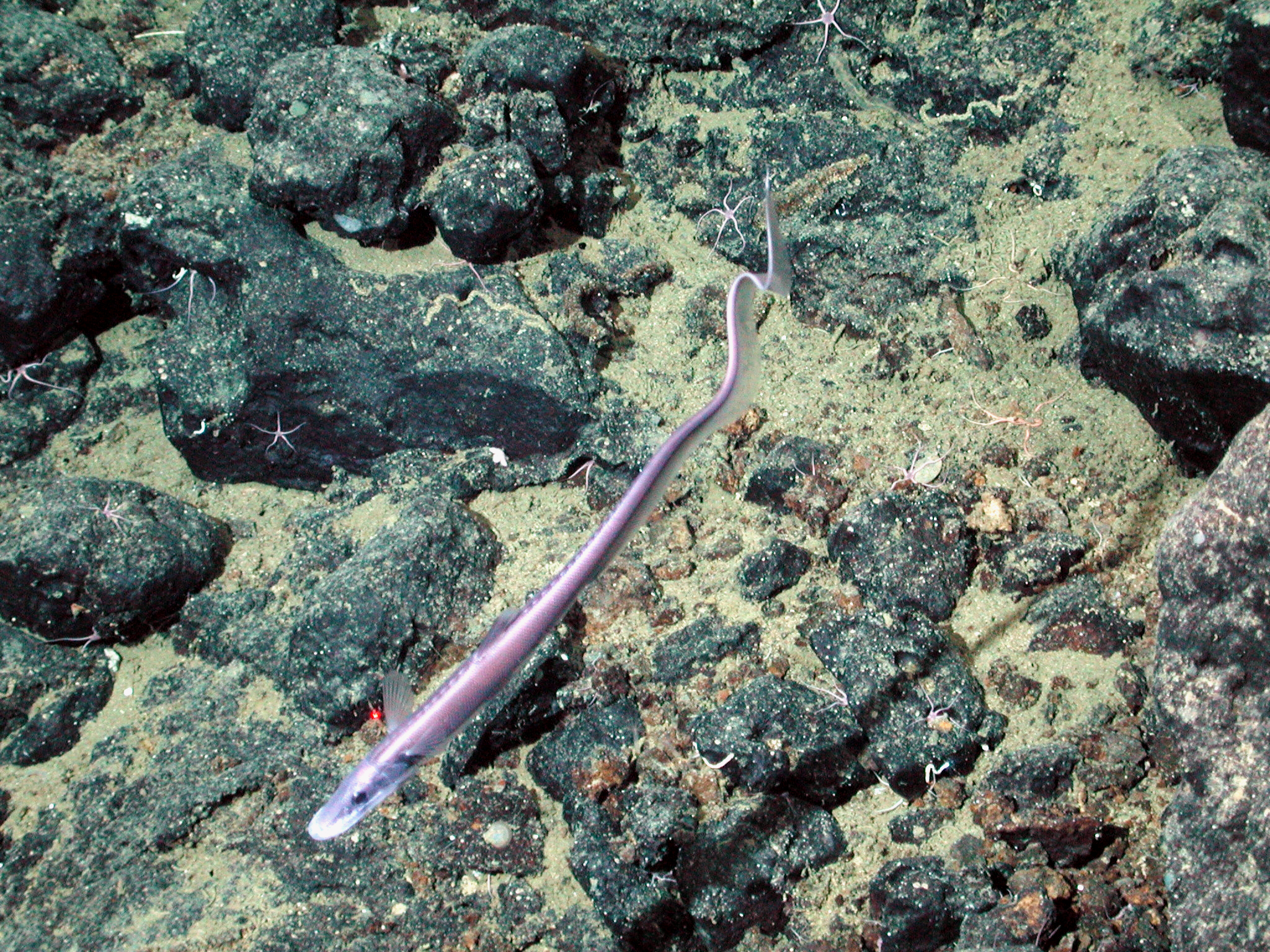
Aldrovandie (Aldrovandia sp.) v přirozeném prostředí

Řád ostnohřbetci zahrnuje hlubokomořské ryby s dlouhým úhořovitým tělem. Vpředu na hlavě je zřetelný rypec vybíhající před polospodní ústa. Jejich řitní ploutev tvoří dlouhý lem sahající až ke konci těla, kde splývá se silně zakrnělou ocasní ploutví, je-li tato vůbec přítomna. Hřbetní ploutev je u halosaurovitých krátká, u ostnohřbetcovitých kromě ostnohřbetce Gillova (Lipogennys gilli) ji tvoří jen série 6–41 samostatných ostnů (samostatné ostny jsou někdy i před řitní ploutví). Prsní ploutve jsou posazeny relativně vysoko, břišní ploutve jsou naopak dole na těle a obvykle jsou spojeny blánou. Dlouhý zašpičatělý ocas ostnohřbetců dobře regeneruje. Na bocích je vytvořena postranní čára. Tělo je kryto cykloidními šupinami. Plynový měchýř je přítomen, ale není spojen se střevem. Až do dospělosti se zachovává chorda. Jejich zástupce lze nalézt v Atlantském, Indickém i Tichém oceánu, kde se vyskytují při kontinentálním svahu i na hlubokém oceánském dně v hloubkách od asi 500 m do cca 5 km. V hlubinách patří některé druhy k relativně hojným, např. halosaur černý (Halosauropsis macrochir) je dominantním druhem ryb v oblasti atlantského středooceánského hřbetu. Svou potravu, ryby a bezobratlé, sbírají ze dna nebo loví nade dnem. Někteří zástupci mají světélkující orgány (fotofory), např. u aldrovandie bahamské (Aldrovandia oleasa), jediného zástupce halosaurovitých, u něhož jsou fotofory známy, se nacházejí na hlavě a v ústech.
   

Ostnohřbetci byli dříve zahrnováni jako podřád Notacanthoidei do řádu albulotvární spolu s čeledí albulovití. Podle výsledků molekulárně-fylogenetických studií jsou ale ostnohřbetci sesterští holobřichým, jejich zařazení mezi albulotvárné tak činí tento řád parafyletickým. Spolu s holobřichými, albulotvárnými a tarpony tvoří ostnohřetci skupinu Elopomorpha charakterizovanou přítomností ploché průhledné leptocefalové larvy v životním cyklu. Tato larva je u ostnohřbetců mimořádně dlouhá, hlavně díky až vláknitě protaženému ocasu může u aldrovandií (Aldrovandia) dosahovat délky až ke 2 m. Při metamorfóze se však zkracuje. Dospělci měří typicky kolem půl metru. Do řádu Notacanthiformes patří asi 27 druhů řazených do čeledí halosaurovití (Halosauridae) s rody aldrovandie (Aldrovandia) a halosaur (Halosaurus a Halosauropsis) a ostnohřbetcovití (Notacanthidae) s rody Lipogenys, Notacanthus a Polyacanthonotus; česky jsou všechny tři nazývány ostnohřbetec.

Zástupci ostnohřbetcovitých
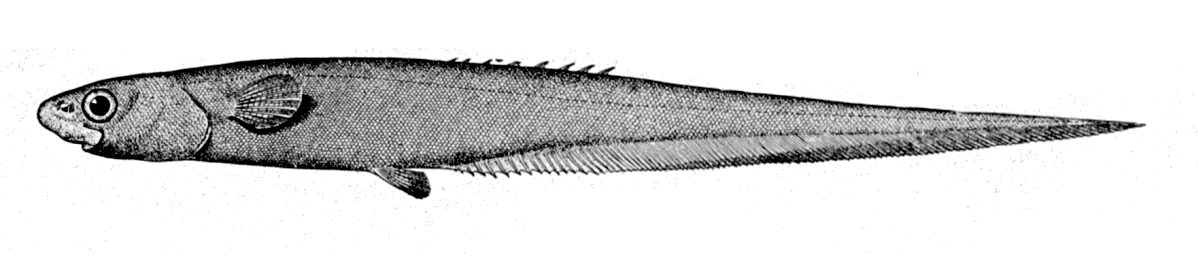
Ostnohřbetec šestitrnný (Notacanthus sexspinis)
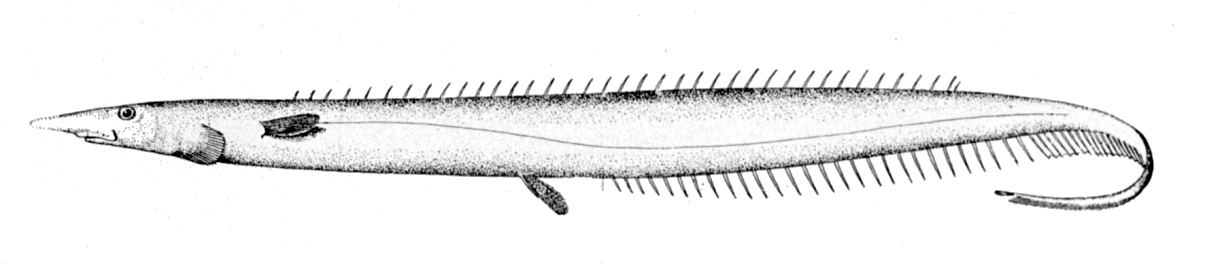
Ostnohřbetec Rissoův (Polyacanthonotus rissoanus)
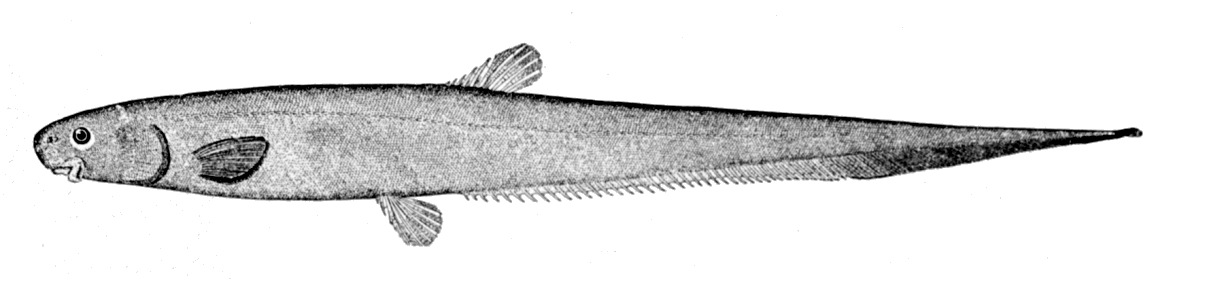
Ostnohřbetec Gillův (Lipogenys gillii)